# Brigit Hänzi
Brigit Hänzi (* 3. März 1946; † 21. Januar 2022 in Frauenfeld) war eine Schweizer Politikerin (FDP) und Rechtsanwältin. Ab 1985 präsidierte sie als erste Frau den Thurgauer Grossrat.

## Beruflicher Werdegang
Brigit Hänzi verbrachte ihre Jugend in Dozwil und Amriswil, bevor sie kurz vor der Matura nach Frauenfeld zog. Mit der abgeschlossenen Matura Typus B absolvierte sie 1965 einen Sekretärinnenkurs in Zürich und arbeitete anschliessend für die Geschäftsleitung der Escher Wyss AG in Zürich. Von 1967 bis 1971 studierte Hänzi Jus an der Universität Zürich und schloss 1978 mit einer Dissertation mit dem Titel «Die Rechtsstellung der Konkursverwaltung nach schweizerischem Recht» ab. Bis zum Anwaltsexamen 1973 war sie Gerichtsschreiberin am Thurgauer Obergericht.
1988 wurde Hänzi zur Präsidentin des Bezirksgerichts Frauenfeld gewählt. Ein Schwerpunkt ihres Wirkens lag in der Verfassung einer Wegleitung zum neuen Ehe- und Familienrecht.

## Politik
In den Jahren 1974 bis 1983 präsidierte Hänzi die Freisinnige Frauengruppe Frauenfeld. 1979 wurde sie in den Gemeinderat Frauenfeld, 1980 in den Grossen Rat des Kantons Thurgau gewählt. Von 1985 bis 1986 amtete sie als erste Präsidentin des Grossen Rates.
Die Thurgauer FDP nominierte Hänzi Ende 1985 nach dem Rücktrittsentscheid von Erich Böckli als Nachfolgerin auf den freiwerdenden Sitz im Regierungsrat. Im Zuge des Wahlkampfes hielt sie im ganzen Kanton Vorträge zum neuen Ehe- und Familienrecht. 1986 folgte die Kampfwahl zwischen ihr und dem von der SVP nominierten Hermann Bürgi, bei der Hänzi im zweiten Wahlgang unterlag.